# Perilampus caeruleiventris
Perilampus caeruleiventris is een vliesvleugelig insect uit de familie Perilampidae. De wetenschappelijke naam is voor het eerst geldig gepubliceerd in 1913 door Cameron.